# 한일기본조약

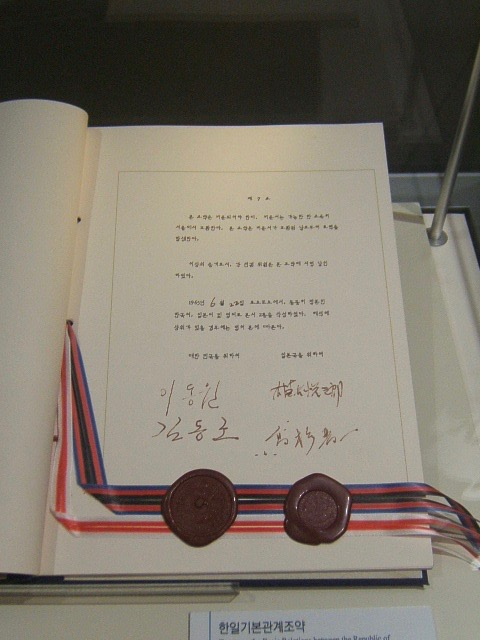
대한민국역사박물관에 전시된 한일기본조약 복제본

대한민국과 일본국간의 기본관계에 관한 조약(大韓民國-日本國間-基本關係-關-條約) 또는 한일기본조약(韓日基本條約)은 대한민국과 일본이 서로 일반적 국교 관계를 규정하기 위해 1965년 6월 22일에 조인한 조약이다. 4개 협정과 25개 문서로 되어 있다. 일본에서 사용하는 명칭은 일본국과 대한민국과의 사이의 기본 관계에 관한 조약(일본어: 日本国と大韓民国との間の基本関係に関する条約 (にほんこくとだいかんみんこくとのあいだのきほんかんけいにかんするじょうやく))이다.
대한민국과 일본은 1951년 이후 5차례에 걸쳐 회담을 가졌으나 서로 의견이 엇갈려 제대로 되지 않았다. 우선 일본은 개인 배상을 제안했지만 정부는 이것을 거부했다. 반대로 정부는 국가에 대한 배상을 일본에 요구하고 논의가 진행되었다. 결국 1964년 박정희를 위시한 군부 정권은 일본과의 외교 관계를 수립하였다. 박정희 정부는 그 대가로 일본으로부터 차관을 지급받기도 하였다.

## 배경

샌프란시스코 강화조약에 서명하는 요시다 총리

한국전쟁이 한창이던 1951년 9월 미국과 일본은 샌프란시스코 강화조약을 체결하여 양국이 동맹 관계에 들어설 수 있는 기반을 마련하였다. 미국은 강화조약을 통해 한국전쟁으로 본격화된 냉전에서 소련을 비롯한 공산주의 국가를 견제하는 전략적 요충지를 확보하고자 하였다. 일본은 이를 통해 피점령 상태에서 벗어나 서방 세계의 일원이 되는 계기를 마련하게 되었다. 그러나, 일본의 침략으로 인해 피해를 입은 아시아 각국이 반발하는 가운데 이루어진 연합국과 일본만의 강화조약 비준은 전후 보상 문제의 해결이나 아시아 각국과 일본 간의 국교 정상화 같은 문제는 덮어둠으로써 이후 외교적 분쟁의 원인이 되었다. 전승국으로 인정받지 못한 조선민주주의인민공화국과 대한민국은 강화 조약에 초대조차 받지 못하였으며, 소련, 폴란드, 체코슬로바키아 등은 조약 자체를 거부하였고, 인도네시아, 필리핀 등은 강화조약과 별도로 배상 협상이 진행되어야 한다고 주장하였다.
샌프란시스코 강화조약으로 대부분의 나라는 전쟁피해에 대해 배상청구권을 포기하게 되었으나 국회에서 조약 비준이 부결된 인도네시아, 배상청구권을 포기하지 않은 필리핀과 남베트남, 그리고 조약에 초대조차 받지 않은 중화인민공화국, 조선민주주의인민공화국, 대한민국 등과의 협상문제가 남게되었다. 일본은 1955년부터 1959년에 걸쳐 미얀마, 인도네시아, 필리핀, 남베트남에 대해 보상을 하였다. 일본이 정식으로 침략 피해에 대해 배상한 것은 이 네 나라 뿐이다. 다른 나라에 대해서는 경제 협력을 하는 것으로 대신하였다.
일본은 공산 진영으로부터의 방파제가 되어줄 한국과의 수교가 필요했고, 경제 성장과 영향력 확대를 위하여 한국을 시장으로 확보할 필요가 있었다. 그래서 보상이나 배상이라는 표현은 제외하고, 독립축하금이라는 명목으로 일본의 인력과 생산물을 10년에 걸쳐 연 3000만 달러어치씩 제공함으로써 한국 시장에 진출하였다. 즉, 무상 공여 3억 달러는 10년간 연 3000만 달러를 일본 기업의 생산품과 인력으로 대신 제공한 것을 말한다. 유상 차관도 같은 방식으로 빌려주었다.
한편, 미국은 1940년대부터 일본을 중심으로한 아시아 지역 경제 블록의 형성을 기획하고 있었다. 공산진영과의 대결이 본격화되자 미국은 일본이 갖는 전략적 가치에도 주목하여 군사·경제적인 블록화를 시도하였다. 미국은 1950년 1월 26일 한미군사원조협정을 체결하였고, 한국전쟁 이듬해인 1951년에는 샌프란시스코 강화조약에 이어 9월 8일 미일안전보장조약을 체결하여 한·미·일 동맹 체제를 구축하였다. 미국은 한국전쟁 도중 미 국방성의 특별조달령으로 일본의 무기 제조를 허가하였고, 1954년 자위대 창설로 일본은 재무장에 이르게 되었다. 미국은 대한민국과 일본의 외교 정상화를 원했으나 이승만 정부가 갖고 있는 반일주의적 성향때문에 성과를 거둘 수 없었다.
1951년 10월 연합군 최고사령부(GHQ) 외교국장 시볼트는 재일조선인의 법적지위를 한국과 협상하도록 지시한다. 그러나 1952년 한국 정부는 인접 해양에 대한 주권 선언을 발표하고 이를 어기는 일본 선박을 나포하기 시작하였다. 이후 계속된 협상에서 한일 양국은 첨예하게 대립하여 합의점을 찾을 수 없었다. 1952년에는 한국의 배상요구액이 클 것을 우려한 일본측이 오히려 한국이 식민지 시대 일본인의 사유재산에 대해 보상하여야 한다는 이른바 역청구권을 주장하였다. 이후 1953년 10월 열린 회담에서 일본측 수석대표인 구보타 간이치로(久保田貫一郎)가 "일본의 식민지배가 한국에 유익한 것이었으며 포츠담 선언은 연합국의 히스테리적인 반응"이라고 발언함으로써 국교정상화 논의는 사실상 결렬되고 만다. 이후 해당 발언을 취소하였고, 5·16 군사 정변으로 박정희 정부가 들어서자 한국과 일본의 국교정상화 논의가 다시 시작되었다.

## 경과
박정희 정권이 들어서자 당시 일본 총리였던 이케다 하야토는 즉각 한국의 신정부를 지지한다는 의사를 표명하였다. 1961년 11월 22일 박정희는 일본을 방문하여 이케다를 만나 "맨주먹으로 황폐한 조국을 이끌어 보겠다는 의욕만은 왕성하다"며 협조를 요청했다. 1962년 중앙정보부장 김종필은 외무장관 오히라 마사요시를 만나 협상의 내용을 합의하였다. 이 협상 내용은 "김-오히라 메모"로 불린다. 후일 김종필은 "내가 이완용이 소리를 들어도 그 길밖에는 없다고 생각했다. 조금 적은 액수이더라도 빨리 공장을 세우고 기술을 배웠기 때문에 우리 경제성장이 빠르지 않았느냐. 후회하지 않는다"고 회고했다.
김종필의 메모 
 1. 청구권은 3억 달러로 하되 6년 분할 지불한다. 
 2. 장기 저리 차관도 3억 달러로 한다. 
 3. 한국의 대일 무역 청산 계정 4천6백만 달러는 청구권 3억 달러에 포함하지 않는다. 
 오히라의 메모 
 1. 청구권은 3억 달러까지 양보하되 지불기한은 12년으로 한다. 
 2. 무역 계정 4천6백만 달러는 청구권 3억 달러에 포함한다. 
 3. 차관은 청구권과 별도로 추진한다. 
 합의 사항 
 1. 무상공여로 3억 달러를 10년에 나누어 제공하되 그 기한을 단축할 수 있다. 내용은 용역과 물품 한일 청산계정에서 대일 부채로 남은 4천5백73만 달러는 3억 달러 중에서 상쇄한다. 
 2. 대외 협력 기금 차관으로 2억 달러를 10년에 나누어 제공하되, 그 기간은 단축할 수 있다. 7년 거치 20년 분할 상환, 연리 3푼 5리(정부 차관) 
 3. 수출입은행 조건 차관으로 1억 달러 이상을 제공한다. 조건은 케이스에 따라 달리한다. 이것은 국교정상화 이전이라도 실시할 수 있다.(민간 차관) — 《6.3 학생운동사》중에서

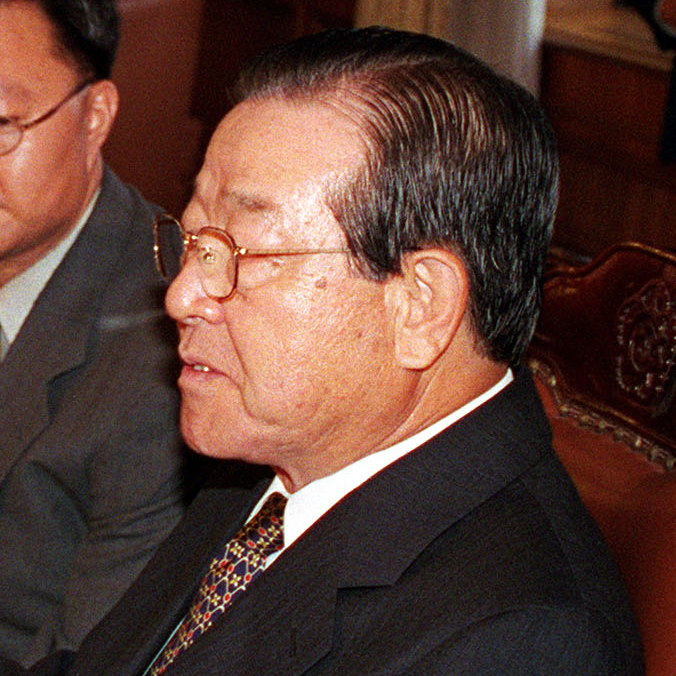
김종필

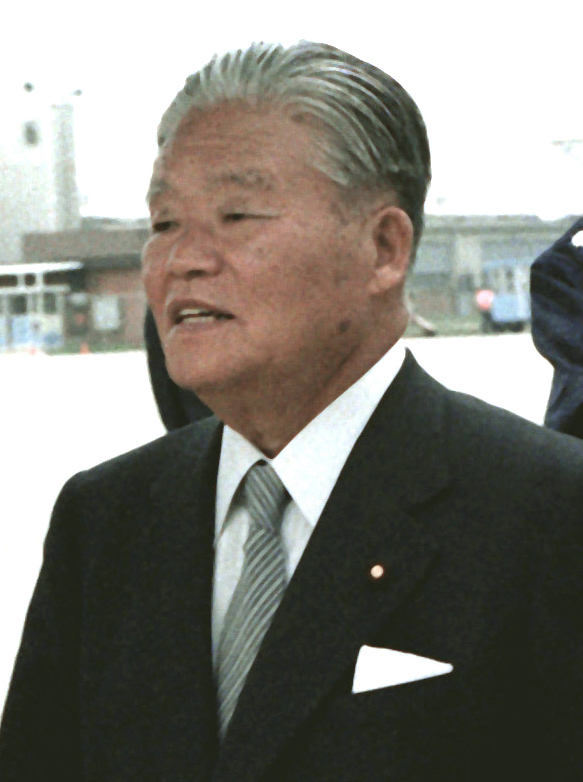
오히라 마사요시

김종필과 오히라의 회동 이후에도 1962년 케네디와 이케다의 회담, 1963년 11월 존슨과 박정희의 회담 등을 통하여 한일간의 외교관계에 대한 내용이 정리되었다. 회담 타결이 막바지에 이른 1964년 미국은 러스크 국무장관과 극동문제담당차관 등이 한국에 방문하여 일본과 한국의 조속한 수교를 지지한다는 성명을 발표하였다.
1964년 1월부터 한국에서는 한일협상을 반대하는 주장이 나오기 시작하였다. 3월에는 5·16 이후 없었던 학생 시위가 시작되었다. 굴욕적인 한일회담을 반대한다는 학생 시위는 6월 3일 절정을 이루어 6·3 한일협정 반대운동이 일어나게 되었다. 박정희 정권은 비상 계엄을 선포하여 반대의 목소리를 탄압하고 회담을 지속하여 1965년 2월에는 기본조약이, 4월에는 어업협정이 가조인되었다. 1965년 6월 22일 한일기본조약이 정식으로 조인되었으며, 8월 14일 대한민국에서는 여당 단독으로 국회가 열려 한일기본조약을 비준하였다. 1965년 12월 18일 상오10시반 한국의 중앙청 제1회의실에서 두나라의 국교정상화를 최종적으로 매듭짓는 기본조약 및 협정에 의한 비준서를 교환했다. 1951년 10월 20일 한일 제1차회담이 열린 이래 14년1개월28일간에 걸친 양국간의 교섭을 거쳐 이날 양국대표는 비준서 교환 의식을 끝냄으로써 두 나라의 수교는 1905년 을사늑약(을사보호조약)을 체결한지 60년만에 다시 한일협정이 이루어지게 되었다.  무상 공여 3억 달러 중에서도 2% 정도밖에 일제강점기 피해자들에게 돌아가지 않았으므로 박정희 정부 하에서는 극히 일부분만 형식상 돌아갔다.

## 주요 내용
한일기본조약의 주요 내용은 "1910년 8월 22일 및 그 이전에 대한제국과 일본제국 간 체결된 모든 조약 및 협정이 이미 무효임을 확인한다."는 제2조와 "대한민국 정부가 한반도의 유일한 합법 정부임을 확인한다."는 제3조, 그리고 양국의 수교를 인정하는 제4조 등이다. 부칙에서는 양국의 해석이 다를 경우 영문본에 의한다고 정하고 있다.
제2조에서 "이미 무효"는 영문본에서 "already null and void"로 표현되는데, 이에 대한 한일 양국의 해석은 서로 다르다. 한국은 한일병탄 자체가 불법으로서 원천무효라고 말하는 반면, 일본측은 병합조약은 합법이었으나 해방을 기점으로 무효가 되었다고 주장한다. 여기서 한국과 일본의 시각 차이가 드려나며, 원천적으로 무효라고 하는 한국의 입장과 현재완료형으로 무효라고 하는 일본의 입장이 대비된다.

## 한일 어업 협정
1945년 이후 대한민국과 일본의 어민들은 어로 구역을 놓고 갈등을 빚어왔다. 특히 일본의 어선은 식민지 시대에도 어로금지구역으로 설정되어 있던 지역에까지 침범하여 한국의 반발을 샀다. 1952년 이승만은 인접 해양에 대한 주권 선언을 통해 평화선으로 불린 대한민국의 어로 구획을 발표하였으며 이를 위반하는 일본 어선을 나포하였다. 한일 양국의 갈등이 심화되고 한국전쟁에 따라 밀수출의 단속과 선박통제가 필요하게 되자 유엔군 사령관 클라크는 한국방위수역을 설정하고 양국의 선박 통행 구역을 정하였다. 클라크 라인이라 불리게 된 한국방위수역은 이승만의 평화선과 유사하였다. 이를 계기로 한일 양국의 수역 갈등은 잦아들었으나 갈등의 원인은 해소되지 않았다.
1964년 한일기본조약이 준비되는 동안 어업협정 역시 양국 간에 논의되었으며 1965년 4월 가조인되었고 한일기본조약과 함께 조인되었다. 한일어업협정의 협상 과정에서 일본 측의 강력한 요구에 의해 기존의 평화선은 무력화되었으며 특히 독도 인근을 공동어로구역으로 설정하여 이후 독도를 둘러싼 여러 갈등의 빌미를 제공하였다. 이는 한일기본조약이 일본에 대한 굴욕외교라는 비판의 근거가 되기도 하였다. 다만 이승만 정부가 설정한 평화선은 국제법상으로 인정받을 수 있는 사안은 아니었다.
한일 어업협정 이후에도 어로 구획은 지속적으로 한일 간의 갈등의 원인이 되어왔고 1995년 일본은 한일어업협정을 일방적으로 파기하였다. 이에 따라 1998년 잠정공동수역안이 체결되어 오늘에 이르고 있다.

## 재일교포의 법적 지위 및 대우 협정
제2차 세계대전에서 일본이 패망한 이후에도 일본에는 여전히 200만여명에 달하는 재일교포가 살고 있었다. 이들은 소규모 상업, 농업, 어업 등에 종사하고 있었으며 대부분 불안정한 생활기반을 갖고 있었다. 일본의 패망 이후 재일교포 사이에서는 자발적인 송환 운동이 일어나 많은 수가 남측과 북측으로 돌아왔다. 그 결과 일본에는 약 53만명의 재일교포가 남게 되었다.
한편, 1947년 5월2일, 일본제국헌법 마지막 칙령으로서 발포된 외국인등록령에서는 옛 식민지 출신으로서 여전히 일본 국적을 가지고 있었던 재일동포는 ‘당분간 외국인으로 간주한다’는 규정이 있었다. 이에 따라 재일교포는 일괄적으로 조선을 국적으로 하게 되었는데 이는 식민지 이전 시대의 조선을 가리키는 것으로 조선민주주의인민공화국과는 관계가 없는 것이었다.
1965년 한일기본조약과 함께 이루어진 "대한민국과 일본국간의 일본에 거주하는 대한민국 국민의 법적지위와 대우에 관한 협정"(조약 제164호)은 1945년 8월 16일 이전부터 계속하여 일본에 거주한 사람과 그 자녀로서 일본에 계속 거주한 사람 가운데 한국 국적을 선택한 사람이 영주 신청을 할 경우 영주를 허가할 것과 강제퇴거를 할 수 있는 경우를 내란죄, 마약 등 특정 범죄로 7년 이상의 형을 확정받은 경우로 한정할 것, 그리고 교육, 생활보호, 의료 등에 대한 타당한 고려를 할 것을 골자로 하고 있다. 이 조약에서 일본 측은 "계속해서 거주한"이라는 문구를 삽입하여 최대한 해당자 수를 줄이게 되었다.
1965년 이후 재일교포의 상당수가 한국 국적을 취득하였으나 다른 한 편에서는 분단된 남과 북 어느 한쪽도 선택할 수 없다는 생각에 이전의 조선 국적을 유지하는 사람들도 많았다.

## 한일 청구권 협정
한일기본조약과 함께 김종필과 오히라의 메모를 바탕으로 한 《재산 및 청구권에 관한 문제의 해결 및 경제협력에 관한 협정》역시 조인되었다. 보통 한일 청구권 협정이라고 부른다.
이 협정에서 일본은 한국에 대해 조선에 투자한 자본과 일본인의 개별 재산 모두를 포기하고, 일본의 생산물과 인력을 연 3000만 달러어치씩 10년간 제공하기로 했다. 또한 유상 차관을 10년간 분할하여 일본의 생산물과 인력으로 빌려주기로 했다. 이에 한국은 대일 청구권을 포기하는 것에 합의했다.
일본은 이 조약을 체결하면서 이중적인 자세를 보였는데, 한국에 대해서는 이로써 전쟁 전의 역사를 청산하는 보상금의 성격임을 주장하면서 동시에 대내적으로는 경제협력의 일환이라는 입장을 취했다.
한국은 일본의 개인 보상을 인프라 투자에 유용한 것을 국민에게 공개하지 않았기 때문에 나중에 배상 청구의 견해 차이 등으로 한일 관계에 화근을 남겼다. 이는 2015년 한·일 일본군 위안부 협상 타결, 강제징용 피해자 배상 판결 등으로 분출되기도 하였다.

### 논란
제2조
1. 양 체약국은 양 체약국 및 그 국민(법인을 포함함)의 재산, 권리 및 이익과 양 체약국 및 그 국민간의 청구권에 관한 문제가 1951년 9월 8일에 샌프란시스코에서 서명된 일본국과의 평화조약 제4조 (a)에 규정된 것을 포함하여 완전히 그리고 최종적으로 해결된 것이 된다는 것을 확인한다.
2. 본조의 규정은 다음의 것(본 협정의 서명일까지 각기 체약국이 취한 특별조치의 대상이 된 것을 제외한다)에 영향을 미치는 것이 아니다.
(a) 일방체약국의 국민으로서 1947년 8월 15일부터 본 협정의 서명일까지 사이에 타방체약국에 거주한 일이 있는 사람의 재산, 권리 및 이익
(b) 일방체약국 및 그 국민의 재산, 권리 및 이익으로서 1945년 8월 15일 이후에 있어서의 통상의 접촉의 과정에 있어 취득되었고 또는 타방체약국의 관할하에 들어오게 된 것.
3. 2의 규정에 따르는 것을 조건으로 하여 일방체약국 및 그 국민의 재산, 권리 및 이익으로서 본 협정의 서명일에 타방체약국의 관할하에 있는 것에 대한 조치와 일방체약국 및 그 국민의 타방체약국 및 그 국민에 대한 모든 청구권으로서 동일자 이전에 발생한 사유에 기인하는 것에 관하여는 어떠한 주장도 할 수 없는 것으로 한다. - 재산 및 청구권에 관한 협정

오늘날까지도 일본은 위 조문을 근거로 일본군 위안부와 같은 개인적 피해에 대한 배상은 끝났다고 주장하고 있다. 그러나 이러한 일본의 주장은 일제강점기 강제징용, 일본군 위안부 피해자들에게 수용되기 대단히 어려운 것이었다. 특히 배상이 종료되었다는 주장과 함께 일제강점기의 가해자들이 묻혀 있는 야스쿠니에서 일본 정부 인사들의 정기적인 참배는 일본 정부의 진정성 없는 태도로 비판 받고 있다.
문재인 정부 시절 강제동원 피해자 배상 판결은 일본 정부가 정면으로 거부하였다. 여러 차례 반대 및 거부 의사를 밝힌 일본 정부는 역사 문제를 통상, 군사 문제로 연결시키게 된다. 일본 정부는 이러한 문재인 정부를 압박하기 위해 반도체·디스플레이 핵심 소재 3가지 (포토리지스트, 고순도 불화수소, 플루오린 폴리이미드) 수출 통제 및 화이트리스트에서 제외하는 등 경제 및 무역 제재를 가하였다. 또한 2018년 한일 해상 군사 분쟁을 일으키면서 한일 갈등을 극대화시키며 한국을 압박하였다. 이와 함께 아베 총리의 2019년 한일 무역 분쟁화 시도에도 불구하고 문재인 정부는 입장을 선회하지 않았다. 결과적으로 강제동원 피해자 배상 판결 문제는 한일 청구권 협정의 해석에 대해 한국과 일본이 차이를 보여서 발생한 것이며, 한일 관계의 갈등의 시발점이 되었다.

## 문화재 협정
한일기본조약과 함께 《대한민국과 일본국 간의 문화재 및 문화협력에 관한 협정》이 체결되었다. 이 협정은 일본으로 반출된 한국의 문화재를 반환하기 위한 것이었으나, 실제 조약에서는 반환이 아닌 인도라는 표현이 사용되었고 그나마 돌려받은 문화재는 극히 일부에 지나지 않았다. 몽유도원도와 같은 대한민국의 국보급 문화재가 아직 일본에 남아있다.
다음은 문화재 협정에 따라 돌려받은 문화재이다.
- 강릉 한송사지 석조보살좌상 (국보) - 대한민국의 국보 제124호
- 녹유골호(부석제외함) - 대한민국의 국보 제125호
- 경주 노서동 금팔찌 - 대한민국의 보물 제454호
- 경주 황오동 금귀걸이 - 대한민국의 보물 제455호
- 경주 노서동 금목걸이 - 대한민국의 보물 제456호

## 당대의 국가별 반응

### 대한민국
1964년 1월 한일기본조약의 추진이 알려지자 대한민국의 각계에서는 협정에 반대하는 주장이 거세지기 시작하였다. 1964년 3월 박정희 정권은 각계의 반대에도 불구하고 5월까지 한일기본조약을 마무리 짓는다고 발표하였다. 이에 반발한 야당은 《대일굴욕외교반대 범국민투쟁위원회》를 조직하여 전국 유세에 들어갔고 전국 각지에서 학생들의 시위가 시작되었다. 반대 운동은 6월 3일 절정을 이루어 전국에서 대대적인 시위가 일어났다. 박정희 정권은 비상 계엄을 선포하고 4개 사단 병력을 시내에 투입하여 3개월가량 계속되던 시위를 진압하였다. 비상 계엄은 7월 29일까지 계속되었으며 이 동안 야간 통행 및 일체의 시위가 금지되었다. 계엄을 통해 반대 여론을 진압한 박정희 정권은 이후 회담 협상을 계속하였으나 당시 회담 진행의 실질적인 책임자였던 김종필은 이 사건을 계기로 공직에서 사임하였다.
한일협정 반대운동에는 각지의 학생뿐만 아니라 함석헌, 장준하와 같은 지식인들이 참여하였다. 특히 장준하가 운영하던 《사상계》는 한일협정 반대와 군사독재에 대해 지속적으로 비판적 논조를 유지하였다. 7월에는 평소 정치에 대해 거리를 두었던 한국시인협회 등 다수의 문인들도 한일협정을 반대하는 성명을 발표하였다.

### 일본
일본은 한일기본조약의 결과를 성공적이라 자평하였다. 일본은 한일협정으로 청구권문제가 "완전히 최종적으로 해결"되었다고 평하였으며, 이후 일체의 배상 요구에 대해 이러한 입장을 고수하고 있다. 특히 문화재의 반환에 대하여 인도라는 표현을 사용하고 "일본에게 둘도 없이 소중한 것은 포함되지 않았다"는 것을 큰 성과로 평가하였다.

### 조선민주주의인민공화국
조선민주주의인민공화국은 한일기본조약을 이른바 미국의 '괴뢰'인 남측과 식민 지배국이었던 일본 사이에 맺어진 것으로 원천 무효라 주장하였다. 북측의 이러한 반발은 한일기본조약이 대한민국을 유일한 합법정부로 인정한다는 것과 이 조약이 사실상 미국이 주도하는 냉전 체제로서 자신들에게 위협이 될 것이라는 판단, 그리고 이 조약으로 말미암아 북측이 대일청구권을 상실할 수 있다는 우려 때문이었다. 또한 재일본조선인총련합회을 통해 재일교포에 대한 영향력을 행사하던 조선민주주의인민공화국은 재일교포의 지위에 관한 협정에 대해서도 날카로운 반대의 입장을 보였다.

### 미국
한일기본조약은 미국이 원하는 한·미·일 동맹에 반드시 필요한 것이었기 때문에 미국은 조약의 시작에서부터 깊숙히 관여하였다. 미국 국무성의 동아시아태평양 담당 차관보였던 번디는 1964년 10월 3일 한국을 방한하여 미국이 한일기본조약을 지지한다는 공동성명을 발표하였다. 따라서 한일기본조약이 조인되자 미국은 이를 환영하였다.

## 비판

### 식민지 청산
학계에서는 한일회담에서 식민지 과거 청산이 이뤄지지 않았던 원인을 주로 미국의 대일 및 대한반도 정책,식민지 병합의 불법적 성격을 규정할 기준이 될 국제법의 부재와 보상 기준의 불분명함 등에서 찾았다.
일본학연구소 장박진 연구원은 ‘식민지 관계 청산은 왜 이루어질 수 없었는가'란 질문에 "한일회담은 구조적으로 식민지 관계 청산이 불가능했다"고 지적한다. 여기에서 식민지 관계 청산은 한일병합의 불법적 성격을 명확히 규정하고, 그 책임에 따른 보상을 의미한다. 그러나 한일회담은 청구권 교섭에 밀려 과거사 청산이라는 본질은 흐지부지됐다. 또한 애초부터 한일회담의 성격 자체가 식민지 청산을 제기할 만한 구조적 기반을 갖추지 못했다고 평가했다. 첫째로 한국 정부는 과거청산에 관한 국민적 합의를 도출할 능력이 없었다. 한국정부의 반공논리가 친일논리와 연결되면서 정부는 국민적 신뢰를 얻지 못했다는 것이다. 둘째로 일본내에서 과거를 반성하는 세력들은 한일회담 자체를 반대했으므로 한일회담이 일본의 과거사 반성을 토대로 진행될 가능성은 전무했다. 셋째, 한일회담의 법적 근거인 대일평화조약은 반공 논리에서 만들어졌기 때문에 우리가 기대하는 조약을 이뤄낼 수 없었다는 평가를 내렸다.

### 경제관련
2005년 관련문서가 공개되면서 이 조약에 대해 어업과 청구권에 대해서 한국 측이 지나치게 양보했다는 비판이 있다. 조약 체결 40주년을 기념하기 위해 한일 우정의 해 2005가 선포되었으며, 교류 행사가 다수 실시됐다. 민족문화연구소가 공개한 미국 중앙 정보국 특별보고서에 따르면, 당시 박정희 정권은 군사쿠데타를 한 1961년부터 한일협정을 체결한 65년 사이 5년간에 걸쳐 6개의 일본기업들로부터 집권여당인 민주공화당 총예산의 2/3에 해당하는 6600만 달러를 제공받은 것으로 나타났다. 이 밖에도 일본에 쌀을 수출하는 과정에서 김종필이 재일 한국기업으로부터 돈을 받았다. 이 자금은 외국환 관리 전문 국책은행인 외환은행, 고부가 가치 철강제에 관한 수입 대체 효과를 노렸던 포항제철에 설립 자금이 된다.

## 같이 보기
- 박정희
- 김종필
- 오히라 마사요시
- 김종필-오히라 메모 밀약
- 독도밀약
- 6·3 한일협정 반대운동
- 위안부
  - 일본군위안부의 배상분쟁 해결 부작위 사건
  - 2015년 한·일 일본군 위안부 협상 타결
- 한일어업협정
- 신일철주금 강제징용 소송